# PowerBook G4

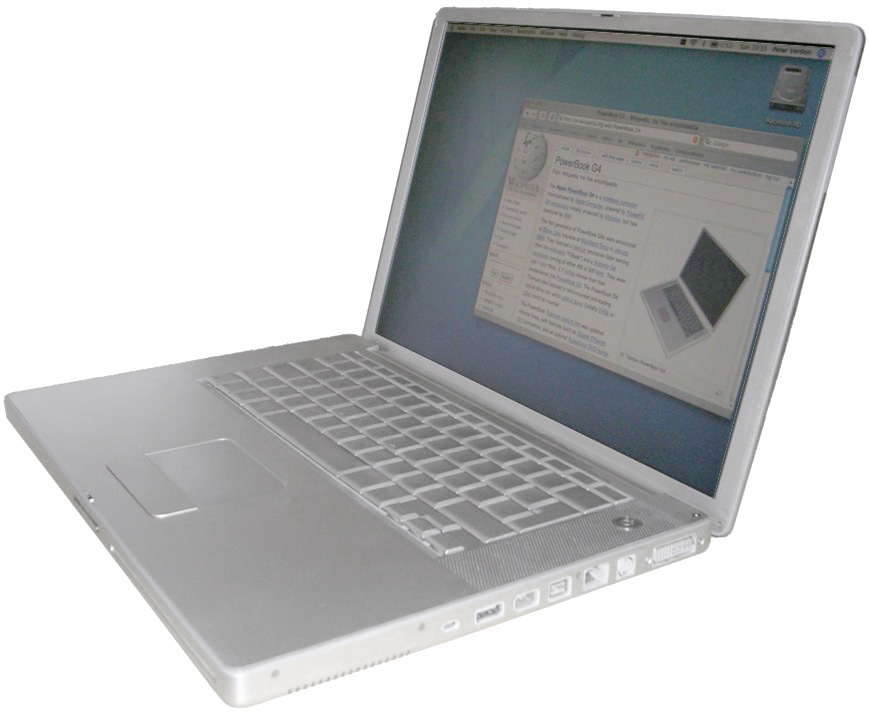
PowerBook G4

PowerBook G4 foi uma série de microcomputadores portáteis fabricados pela Apple Computer, Inc. Introduzidos no mercado em 2001, com a série PowerBook G4 Titanium, com acabamento de titânio, de 400 e 500 MHz. Disponível em 3 tamanhos: 12, 15 e 17 polegadas, com acabamento em alumínio, de 1.5 e 1.67 GHz.
A série Titanium foi introduzida em Janeiro de 2001. Possuía tela de 15 polegadas widescreen, com resolução de 1152x768 pontos e duas versões. As opções de conectividade são portas USB 1.1, porta FireWire, slot PCMCIA, slot AirPort, saída VGA (DVI nas versões posteriores), s-video e infravermelho IrDA (removido nas versões posteriores).

## Configurações e revisões (PowerBook Titanium)

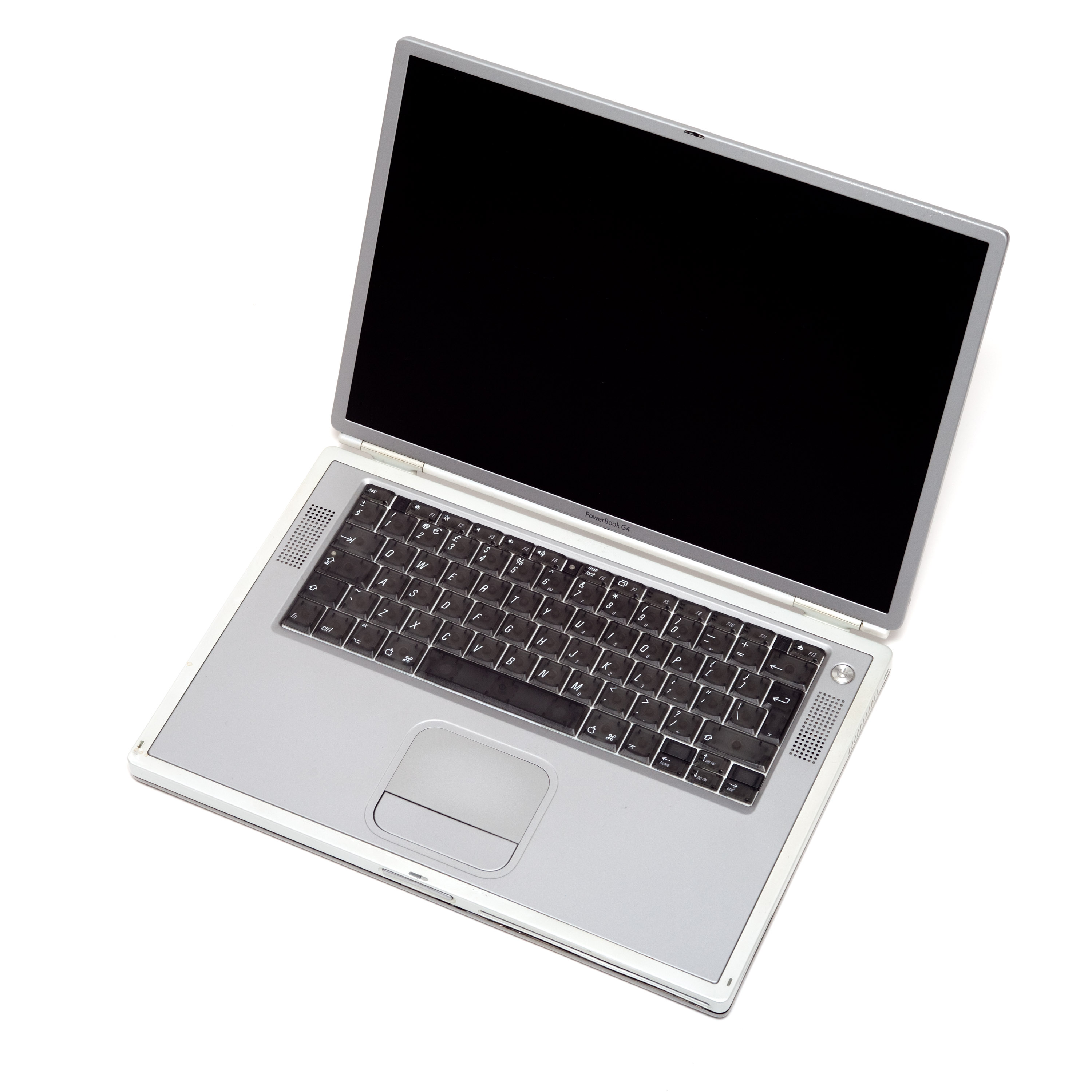
PowerBook G4 Titanium.

### Edição original
A mais simples vinha com processador PowerPC G4 de 400 MHz, possuía 128 MB de memória RAM e disco rígido de 10GB. A placa de vídeo é a ATi Rage 128 com 8 MB de memória.
A versão mais cara vinha com processador PowerPC G4 de 500 MHz, possuía 256 MB de memória RAM e disco rígido de 20GB (30GB sob encomenda). A placa de vídeo é a ATi Rage 128 com 8 MB de memória.

### Primeira revisão (Gigabit Ethernet)
Em outubro de 2001, os processadores foram atualizados para 550 e 667 MHz e a placa de vídeo foi atualizada para a ATi Mobility Radeon de 16 MB. Foram introduzidas novas opções de disco rígido: 20GB, 30GB ou 42GB e a controladora de rede agora é Gigabit Ethernet. O bus do sistema foi atualizado de 100 para 133 MHz.

### Segunda revisão (DVI)
Em abril de 2002, os processadores foram atualizados para 667 e 800 MHz e a placa de vídeo foi atualizada para a ATi Mobility Radeon 7500 de 32MB. Foram introduzidas novas opções de disco rígido: 30GB, 40GB ou 60GB. A saída VGA foi substituida por uma saída DVI e a porta infravermelha foi substituída. A resolução da tela foi aumentada para 1280x864 pontos.

### Última revisão
Em novembro de 2002 foi lançada a última série Titanium. Com processador de 867 MHz ou 1 GHz, 256 ou 512MB de memória e 40 ou 60GB de HD e a placa de vídeo agora é a ATi Mobility Radeon 9000. No início de 2003 foram introduzidos os PowerBook 12 de 17 polegadas, de alumínio e, no fim de 2003, os PowerBook Titanium foram substituídos por PowerBooks de 15 polegadas também em alumínio.

## Configurações e revisões (PowerBook Aluminium)

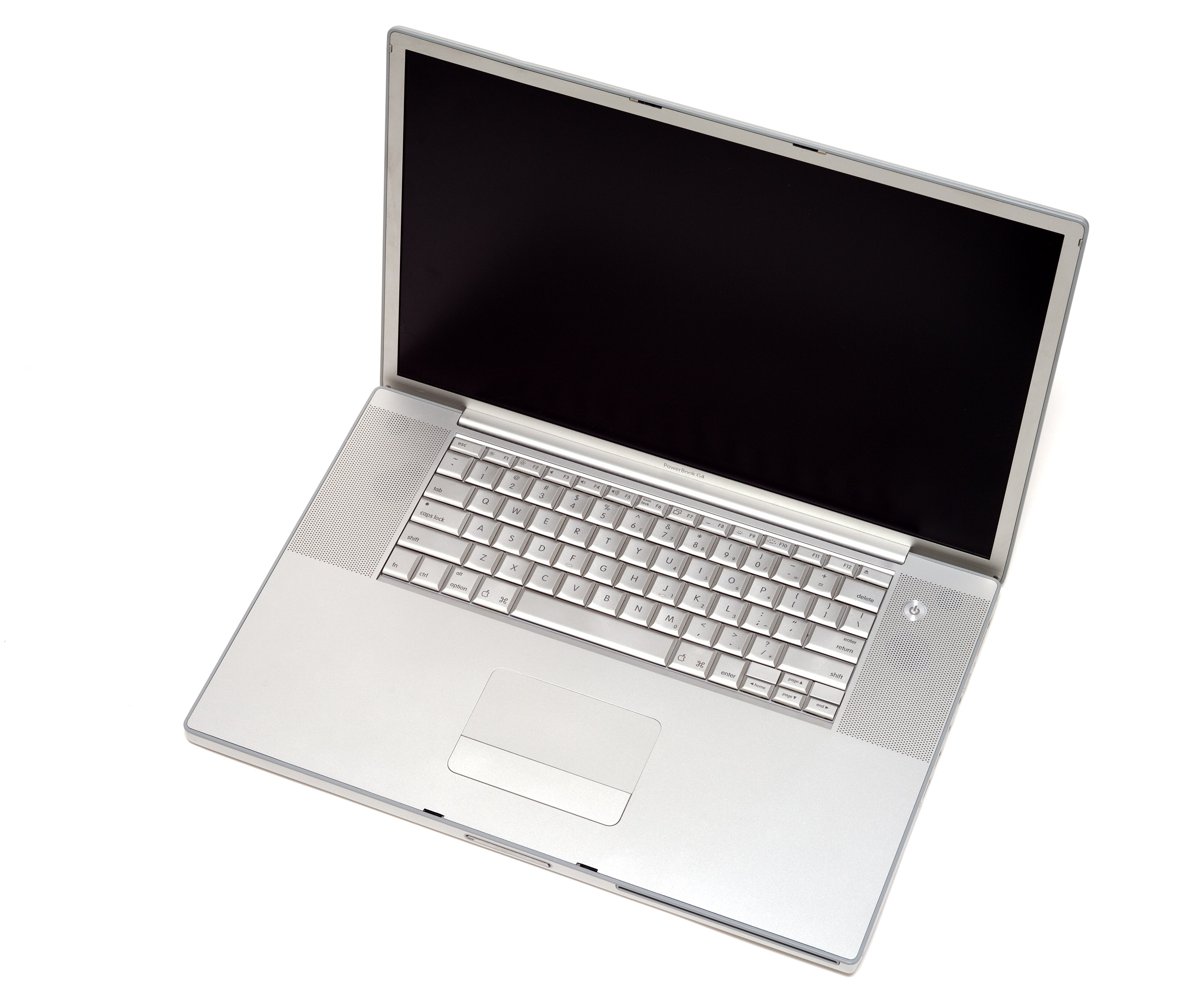
PowerBook G4 Aluminum.

A série Aluminium, com acabamento em alumínio, foi introduzida em Janeiro de 2003. Disponível com telas de 12 polegadas (1024x768) e 17 polegadas (1680x1050 nos modelos atuais), foram os primeiros PowerBooks incapazes de iniciar no Mac OS 9. Importante lembrar que ambas as séries podem executar o Mac OS 9 sob o Mac OS X no modo classic.
Em setembro de 2003, a Apple interrompeu a produção do modelo de 15 polegadas em titânio, que foi substituído por um modelo de 15 polegadas em alumínio.

### Edição original
A edição original do PowerBook G4 de 12 polegadas (1024x768) era equipada com o processador PowerPC 7455 (G4) de 867 MHz, tinha o bus do sistema de 133 MHz, o mínimo de 128MB de memória RAM DDR PC2100, controladora de vídeo NVIDIA GeForce 420 Go com 32MB de VRAM, bluetooth, slot AirPort (não possui slot PCMCIA), disco rígido de 40GB, saída mini-VGA, entrada e saída analógica de som, 2 portas USB 2.0 e uma porta FireWire 400 e combo drive (DVD-ROM/CD-RW), com super drive (DVD-RW/CD-RW) opcional.
A edição original do PowerBook G4 de 17 polegadas (1440x900) é equipada com o processador PowerPC 7455 (G4) de 1 GHz, com o bus do sistema de 166 MHz, memória PC2700 DDR 333, controladora de vídeo NVIDIA GeForce 4 440 Go com 64MB de VRAM, AirPort instalado, disco rígido de 60GB, saída S-Video e mini-DVI, entrada e saída de áudio analógico, 2 portas USB 2.0, uma porta FireWire 400 e uma porta FireWire 800 e Super Drive (DVD-RW/CD-RW).

### Primeira revisão
A primeira revisão do PowerBook G4 de 12 polegadas (1024x768) era equipada com o processador PowerPC 7447 (G4) de 1 GHz, tinha o bus do sistema de 133 MHz, o mínimo de 256MB de memória RAM DDR PC2100, controladora de vídeo NVIDIA GeForce FX Go 5200 com 32MB de VRAM, bluetooth, slot AirPort (não possui slot PCMCIA), disco rígido de 40GB, saída mini-DVI (substituindo a mini-VGA), entrada e saída analógica de som, 2 portas USB 2.0 e uma porta FireWire 400 e combo drive (DVD-ROM/CD-RW), com super drive (DVD-RW/CD-RW) opcional.
A primeira revisão veio acompanhada da introdução dos PowerBook G4 de 15 polegadas em alumínio, substituindo os modelos titânio. A resolução da tela é a mesma (1280x854). com o bus do sistema de 166 MHz, memória PC2700 DDR 333, contrladora de vídeo ATI Mobility Radeon 9600 com 64MB de VRAM, AirPort opcional, disco rígido de 60 ou 80 GB, saída S-Video e mini-DVI, entrada e saída de áudio analógico, 2 portas USB 2.0, uma porta FireWire 400 e uma porta FireWire 800 e Super Drive (DVD-RW/CD-RW).
A primeira revisão dos PowerBook G4 de 17 polegadas (1440x900) é equipada com o processador PowerPC 7447 (G4) de 1.33 GHz, com o bus do sistema de 166 MHz, memória PC2700 DDR 333, controladora de vídeo ATi Mobility Radeon 9600 com 64MB de VRAM, AirPort instalado, disco rígido de 80GB, saída S-Video e mini-DVI, entrada e saída de áudio analógico, 2 portas USB 2.0, uma porta FireWire 400, uma porta FireWire 800 e Super Drive (DVD-RW/CD-RW).

### Segunda revisão
A segunda revisão dos PowerBook G4 Aluminium levou a uma unificação das especificações técnicas dos PowerBook, com pequenas diferenças apenas do modelo de 12 polegadas para os outros.